# Fuller Dome
Der Fuller Dome ist ein 2580 m hoher, kuppelförmiger und vereister Berg im westantarktischen Marie-Byrd-Land. Im Königin-Maud-Gebirge ragt er am nordwestlichen Ende der Rawson Mountains auf.
Der United States Geological Survey kartierte ihn anhand eigener Vermessungen und mithilfe von Luftaufnahmen der United States Navy zwischen 1960 und 1964. Das Advisory Committee on Antarctic Names benannte den Berg 1967 nach C. E. Fuller, Lagerverwalter bei der Flugstaffel VX-6 während der Deep Freeze Operationen der Jahre 1966 und 1967.